# Scaldasole
Scaldasole é uma comuna italiana da região da Lombardia, província de Pavia, com cerca de 885 habitantes. Estende-se por uma área de 11 km², tendo uma densidade populacional de 80 hab/km². Faz fronteira com Dorno, Ferrera Erbognone, Sannazzaro de' Burgondi, Valeggio.

## Demografia
| Variação demográfica do município entre 1861 e 2011                               |
|                                                                                   |
| Fonte: Istituto Nazionale di Statistica (ISTAT) - Elaboração gráfica da Wikipedia |